# Таунгский ребёнок

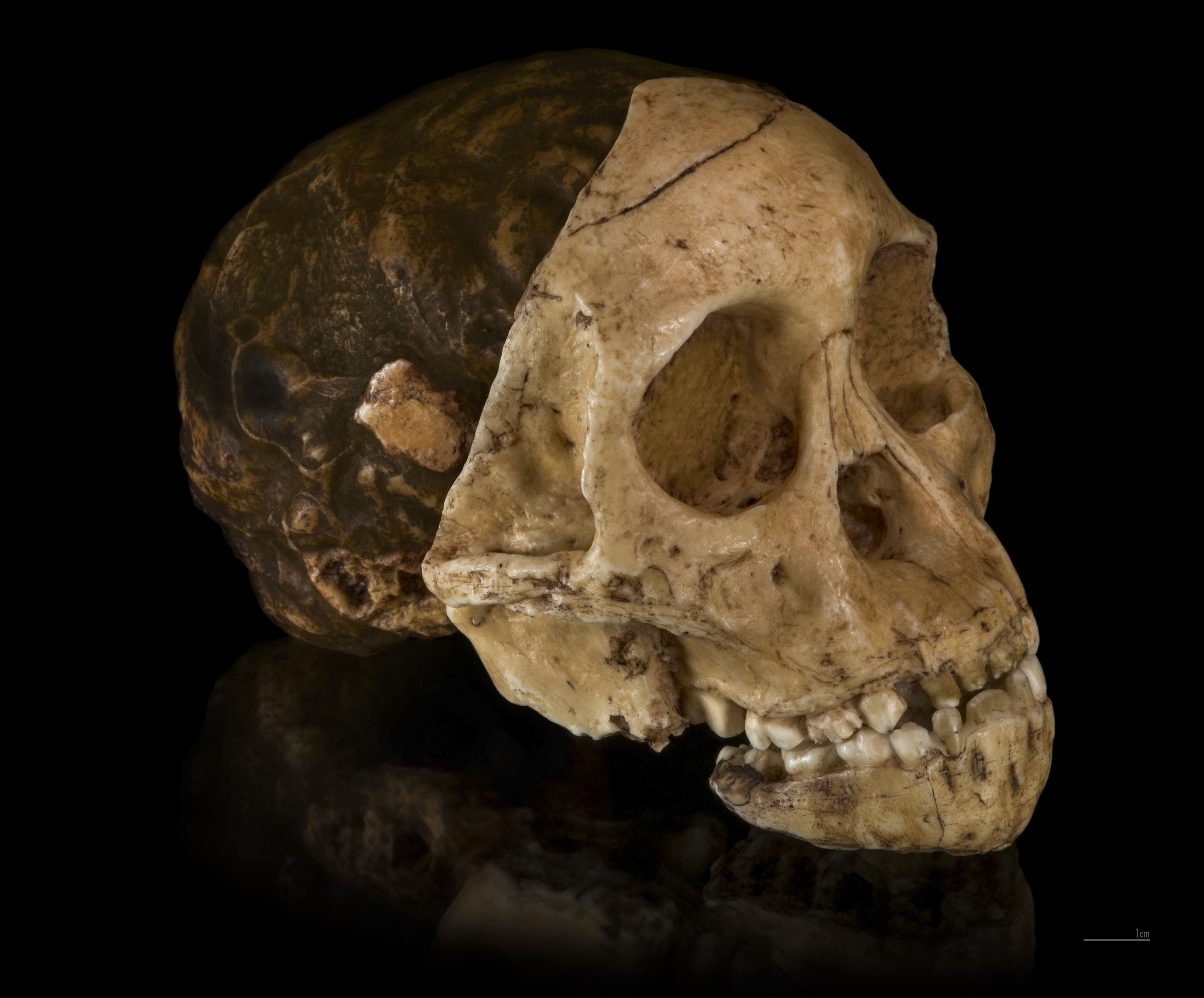
Таунгский ребёнок (Taung 1)

Таунгский ребёнок (англ. Taung Baby, Taung Child) — окаменелый череп молодого австралопитека африканского, найденный в 1924 году в известняковом карьере возле города Таунг в Южной Африке. Раймонд Дарт описал его как новый вид в журнале Nature в 1925 году .
Череп ныне хранится в Университете Витватерсранда.
В 1936 году антрополог Роберт Брум обнаружил череп еще одного «австралопитека африканского» в гроте Стеркфонтейн, близ Йоханнесбурга. Череп был неполным (отсутствовала нижняя челюсть), он принадлежал самке возрастом 15-16 лет, поэтому останкам было дано имя «мисс Плэз». Геологический возраст находки составлял около 2,5 миллиона лет. «Ребенок из Таунга» и «мисс Плэз» имели массу сходств. Небольшая голова, прямо поставленная на короткой, сильно выдвинутой вперед шее, неширокие плечи, узкий невысокий лоб, маленький уплощенный нос – все говорило об их родстве.
С этого момента существование австралопитека было признано наукой.